# Zemljopisne koordinate
Zemljopisne koordinate su veličine koje određuju položaj neke točke na Zemljinoj površini, tj. zemljopisna dužina (λ) i zemljopisna širina (φ). Izražavaju se u stupnjevima (˚), lučnim minutama (') i lučnim sekundama ("). Zemljopisna širina označava se od ekvatora na sjever i jug 0-90˚, a zemljopisna dužina od početnoga podnevnika (meridijana) (Greenwich) na zapad i istok 0-180˚. 
Mreža usporednica (paralela) i podnevnika (meridijana) zove se geografska mreža. 
Uz pomoć geografske mreže (s pomoću usporednica i podnevnika) može se odrediti smještaj svake točke na Zemlji. 
U toj se mreži koriste stupnjevi. 
Budući da je Zemlja gotovo okrugla, usporednice i podnevnici obilježeni su brojkama koje označavaju stupnjeve. 
Za određivanje točnog smještaja neke točke u geografskoj mreži koriste se stupnjevi, minute i sekunde (tzv. DMS, eng. Dates, Minutes, Seconds).
Ako se neki brod u oceanu nađe u nevolji, javit će svoj položaj u geografskoj mreži te će mu na osnovi tih koordinata stići pomoć. 
Brod koji je u nevolji daje dva podatka: geografsku širinu (svoj položaj u odnosu na ekvator) i geografsku dužinu (svoj položaj u odnosu na početni podnevnik).
Usporednice ili paralele su zamišljene kružnice koje opasuju odnosno okružuju zemlju.
Meridijani ili podnevnici su zamišljene kružnice koje spajaju južni i sjeverni pol.